# 叶剑英
叶剑英（1897年4月28日—1986年10月22日），原名宜伟，字沧白，客家人，广东梅县人，中国共产党和中华人民共和国政治人物，原正国级领导人，革命者，军事将领，為中华人民共和国开国和第二代主要领导人之一，中华人民共和国十大元帅之一，中国人民解放军和中华人民共和国的创建者和締造者之一，南昌起義的領導人之一。
叶剑英早年曾任黄埔军校教授部副主任，国民革命军第四军参谋长，参与北伐战争。1927年12月，组织广州起义。第一次国共内战时期，任中革军委总参谋长、红一方面军参谋长等职务，参与历次反围剿战役及长征。抗日战争时期，任八路军参谋长、中央军委参谋长。第二次国共内战时期，任中央军委副总参谋长、中共中央后委书记、华北军政大学校长兼政治委员。1949年1月，任北平聯合辦事處主任，為接管北平做了大量的工作。同年參加中共代表團，同南京國民政府代表團進行和平談判。
中華人民共和國成立后，歷任中共中央華南分局第一書記、廣東軍區司令員兼政治委員、中央人民政府委員、廣東省人民政府主席、廣州市市長，中央人民政府人民革命軍事委員會副主席、中国人民解放军武装力量监察部部长、军事科学院院长兼政委等职务，被授予中华人民共和国元帅军衔，并在文化大革命期间卷入“二月逆流”案。林彪事件后，他担任中共中央政治局常委、中共中央副主席、中共中央軍委副主席、国防部部长。
1976年毛泽东逝世后，他与国务院总理华国锋、中共中央办公厅主任汪东兴等人联手策划怀仁堂事变，逮捕四人帮成员，成为中共党内仅次于华国锋的二号领导人。此后担任全国人大常委会委员长（廢除國家主席時期相當於國家元首）等職。1986年10月22日，叶剑英在北京逝世，骨灰安葬于广州起义烈士陵园。

## 生平

### 出生与成长
清光绪二十三年（1897年）3月27日，叶剑英出生于广东省嘉应直隶州（今梅州市梅县区）雁洋堡下虎形村一个小商人家庭裡:1。1908年，11岁的叶剑英家境稍微好转，父母将他送到离雁洋10多里路的丙村三堡学堂住校读书:4-5。受到辛亥革命影响，立志报效国家:7。
1912年1月，叶剑英以“最优等”的成绩从三堡学堂毕业考入梅县务本中学，这年冬天梅县务本中学与其他三所中学合并受为官办。新校长是一个守旧人物，叶剑英因此联合100多名学生离开学校迁到梅城状元桥畔东山书院:7，不久在进步人士、学生家长、乡绅和爱国华侨的支持下在县城东山脚下建起新校东山中学。叶剑英随即进入东山中学就读。在此期间，接触了一些宣传社会变革的进步书刊。连任两届学生会会长:8-9。1915年秋，叶剑英从东山中学肄业，在与雁洋堡相邻的横山新群小学任教半年:10-11。同年冬，随父赴南洋，次年回国:11。

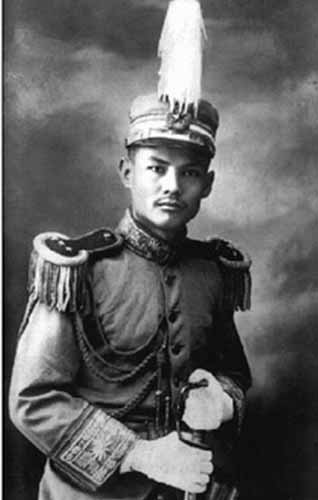
1921年的叶剑英

1917年夏，叶剑英入云南讲武堂:12。1920年1月毕业后，追随孙中山投身民主革命:17。1920年夏，参加了孙中山组织的驱逐桂系军阀之役:18。翌年10月，随孙中山出巡广西。1922年6月，陈炯明叛变时，任海军陆战队营长的叶剑英率部护卫孙中山脱险，同陈炯明军作战。嗣后，前往福建任东路讨贼军第八旅参谋长，随军入粤讨伐陈炯明。言岭关大捷，名震一时:22。
1924年初，因讨伐陈炯明军功卓著，任建国粤军第二师参谋长。1924年1月受廖仲恺邀请:25，参与筹建黄埔军校，1924年5月5日任教授部副主任，兼授《兵器学》。在黄埔执教期间，接触了许多共产党人，受到影响，逐步接受了马列主义。1924年7月，应张民达师长请求，返回二师，率部迎击进犯广州的林虎叛军，获胜:29。后奉廖仲恺命，到香洲创办粤军第二师独立营，兼任该营营长。配合黄埔军校的教学，培训基层军士:29。1924年10月15日，与张民达指挥二师参加镇压广州商团叛乱:31。1925年1月，与张民达率二师参加讨伐军阀陈炯明的第一次东征:32。1925年3月，出任梅县县长。1925年5月，任建国粤军第二师新编团团长，率新编团参加第二次东征:41，率部配合友邻部队攻克惠州后，奉命留守惠州、博罗一带维护治安。1925年12月蒋介石电令调其任嫡系部队教导师的团长。后来，教导师改为二十师，叶剑英被提升为副师长。:42第一次提出加入中国共产党的申请，:27-28中共派熊锐同他谈了一次话，谈后却一直没有回音，因为中共内部争议较大，大多数人认为可以吸收，也有人提出他是蒋介石嫡系部队的高级军官，需要长期考验，双方争执不下。
1926年7月，参加国民革命军北伐，初期任国民革命军第一军总预备队指挥部参谋长，率部参加攻打南昌之役:44。攻克南昌后，蒋介石任命他为北伐军一师师长。一师是蒋介石的嫡系，叶剑英颇有顾虑，以身体不好为由谢绝任命。南昌之役收编的孙传芳部队组成新编军，任命叶剑英为第二师代理师长，叶剑英不好再推辞，只得开赴吉安受命。他选调了一些黄埔的老同学、老同事组建师部机构，招收了一批青年学生到他麾下。

### 第一次国共内战时期
1927年4月12日，江西陷入白色恐怖，吉安全城戒严，查封工会、农会、学生会、报馆等机构，清洗国民党左派和共产党人。经过再三考虑，叶剑英决定反蒋。他召集全师军官开会，公开宣布：愿意革命的，拥护武汉政府的留下；拥护蒋介石，想去南京的，也请自便。会后，叶剑英亲自起草并领衔签发了反蒋通电。第四军副军长陈可钰将这件事报告给蒋介石时，蒋介石说：“叶师长不会反对我们的。”陈第二次又去报告：“叶师长真的反对我们。”蒋介石说：“好啦，知道了，你下去吧。”通电反蒋后，叶剑英率领一批左派军官离开了吉安赴武汉被任命为国民革命军第四军参谋长；留下的左派军官发起吉安暴动:47-48。蒋介石得知二师暴动，才终于相信了叶剑英已背离他的事实，宣布开除叶剑英国民党党籍。1927年7月，经李世安介绍、周恩来同意，秘密加入中国共产党:52。南昌起义前，叶剑英得知汪精卫阴谋加害叶挺、贺龙，立即冒着风险在九江甘棠湖一小划子上与他们商量对策，决定叶挺和贺龙指挥的部队迅速向南昌开进:54-55。起义军撤出南昌后，叶剑英极力劝阻了张发奎对起义军的追击:56。8月上旬，兼任第四军军官教导团团长:58。12月11日，叶剑英率领所部教导团参加广州起义，任军事指挥部副总指挥。广州起义失败后，叶剑英潜赴香港:73。1928年冬，赴苏联莫斯科东方大学特别班学习:75。1929年中东路事件期间，叶剑英与刘伯承等人响应“武装保卫苏联”的号召，参与“国际义勇军”，即前往伯力加入“远东工人游击队”，训练部队，与国民政府军张学良部作战，协助苏联进攻中国黑龙江海拉尔之役。
1930年下半年，叶剑英回国到达上海，与刘伯承等人翻译了苏联红军的步兵战斗条令和政治工作条例等资料:78。1931年4月，到江西中央革命根据地:79。國军即将發起第二次江西剿共戰爭，毛泽东建议诱敌深入，而项英反对。叶剑英对此表示支持毛泽东，随即协助指挥第二、三次反围剿战争:81。11月，任中华苏维埃共和国中央革命军事委员会委员兼总参谋长。11月底，向中革军委提出“建设精干的统帅机关”的建议研究确定中国工农红军司令部机关的编制体制，建立健全参谋工作制度:82。1932年10月上旬，任中国工农红军学校校长兼政委，兼任瑞金卫戍司令员:85。

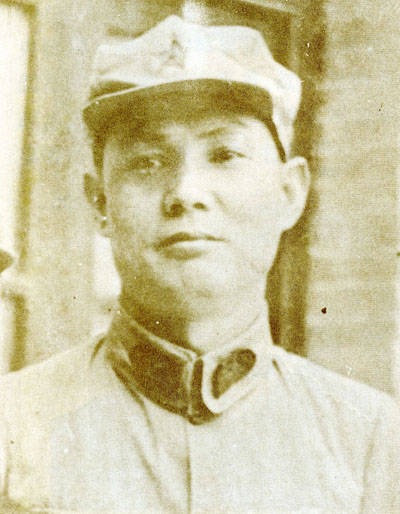
红军时期的叶剑英

1933年2月，兼任红十九军军长，指挥东南战区第一、二、三纵队进攻清流县城:90。5月，任中国工农红军总参谋长兼红一方面军参谋长，12月，兼任闽赣军区及建宁警备区司令员:91。1934年1月，当选中华苏维埃共和国第二届中央执行委员会委员。2月，任中国工农红军副总参谋长:92。4月，任福建军区司令员:93；其后由于连城战斗失利，调任中革军委第四局局长:94。
1934年10月，随中央红军参加长征，任军委第一纵队司令员兼政治委员。部队进入广西山区时，他遭轰炸负伤:98。1935年3月，任红三军团参谋长。7月，红一、四方面军会合后，任红军前敌总指挥部参谋长:103。1935年8月，中共中央政治局在毛儿盖开会，决定部队分左、右两路军过草地北上甘南。率领左路军的张国焘，拒绝执行中共中央的北上方针。叶剑英得悉后，立即将此事报告毛泽东。随后，中共中央在巴西召开紧急会议，决定迅速率领红一方面军主力北上。
中央红军到达陕北后，任红一方面军和军委参谋长:117。1936年，红军发起东征战役，叶剑英指挥中路军作战，钳制国军主力，支援了左、右两路军的军事行动:119。7月，被中共中央委派到安塞，进行联合东北军的工作:122。9月，被派往西安，积极联络各方面力量。西安事变爆发后，中共中央在会议后派出代表团，由博古、周恩来、叶剑英三人赶赴西安，三人做出分工：周恩来负责上層统战和群众工作、博古负责党内工作、叶剑英参加西北联军参谋团工作，最终促成事变和平解决。1937年3月8日，叶剑英与周恩来同国民政府谈判代表顾祝同、贺衷寒、张冲会谈。双方就中共承认服从国民党的领导地位、取消苏维埃政府、红军改编为国民革命军以及容许中共在适当时期内公开、红军的编制人员、给养及补充与国军同等待遇等问题达成《“三八”协议》:137。

### 抗日战争与第二次國共內戰时期

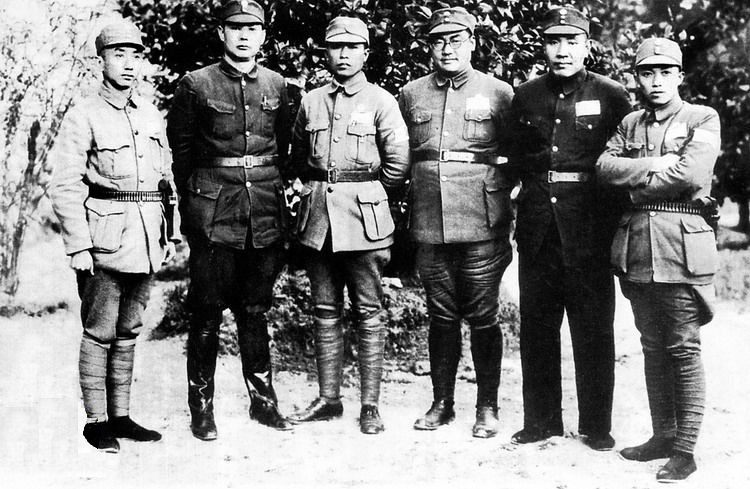
1939年4月10日，南岳游击干部培训班教官组的八路军教官合影。左起吴奚如、叶剑英、李振亚、李涛、边章五、薛子正

1937年8月，叶剑英与周恩来、朱德一起到南京参加蒋介石召开的最高国防会议:142。其后红军主力改编为国民革命军第八路军，叶剑英任参谋长，被授予国民革命军中将军衔。10月，任八路军驻南京代表:145。12月23日，任中共中央长江局委员，负责军事工作:149。1939年1月，任中共中央南方局常委，协同周恩来在国统区做统战工作，宣传中共抗日主张，广泛联络国民政府上层人士，并多次参与同国民政府谈判:156。1939年2月，叶剑英参与创办南岳游击干部训练班，任副教育长，讲授抗日游击战战略战术，宣传持久战思想。1940年3月，叶剑英出席蒋介石在重庆召开的全国参谋长会议，作了《作战与磨擦问题》的长篇发言，宣讲八路军战绩，驳斥国民政府方面对八路军的攻击:169-173。这一年，出版了《叶剑英抗战言论集》:180。
1941年2月，由于皖南事变，叶剑英返回延安:181，任中央军委参谋长兼十八集团军参谋长，协助毛泽东、朱德指挥中共军队作战，并领导制定了一系列加强参谋工作的制度和措施:182。11月，叶剑英兼任中央教育委员会委员、军事学院副院长。1943年6月，国共摩擦又起，叶剑英向中共中央提出以智取胜的政治作战方案，大力开展宣传战:187-188。1944年6、7月间，叶剑英先后向在延安的中外记者参观团和美军观察组介绍中共军队在敌后各抗日根据地的作战情况和战绩:189。1945年，在中国共产党第七次全国代表大会上被选为中央委员。1945年，中国抗日战争结束后，成为首批被中华民国国民政府授予抗战胜利勋章的军事将领之一。

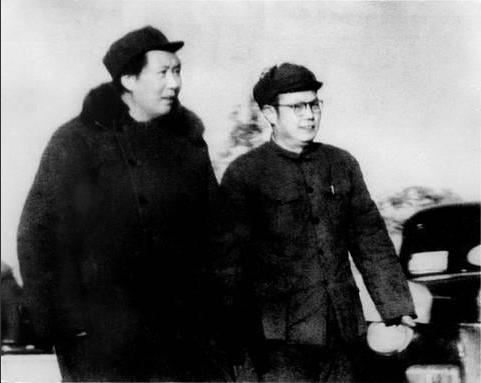
1949年3月25日，毛泽东与叶剑英在西苑机场

1945年12月，叶剑英参加以周恩来为首的代表团，到重庆进行停战谈判，出席政治协商会议:198。1946年1月，叶剑英赴北平任军事调处执行部中共代表，与国民党代表、美国代表一起，调处国共军事冲突和监督双方执行停战协议。1947年2月，他返回延安:219。3月，国军攻占延安后，中共中央机关一分为三，叶剑英和杨尚昆率一部分中央机关赴晋西北:220；随后，叶剑英任中共中央后方委员会书记。7月，出席全国土地会议，在会上作了军事问题的报告:224。12月，出席中央在米脂杨家沟召开的工作会议，同任弼时一起，主持了土地问题的讨论:226。
1948年5月，叶剑英任华北军政大学校长兼政治委员:229。他主持制定正确的教育方针，培养和建立教员队伍，发扬教学民主，输送了大批干部。1949年初，任北平市军事管制委员会主任兼北平市委第一副书记、北平市长、北平联合办事处主任的叶剑英和聂荣臻、彭真一起，促成了北平和平解放:239。期间他组织了一系列工作，包括对傅作义军队的改编和对旧北平市政府、学校、厂矿等各方面的接管工作:241，致力于北平的市政建设，维护社会安定，恢复发展生产，改善文化教育等:247。4月，他参加以周恩来为首的中共代表团，同以张治中为首的南京国民政府代表团的和平谈判:249-251。8月，任中共中央华南分局第一书记、广东军区司令员兼政治委员。

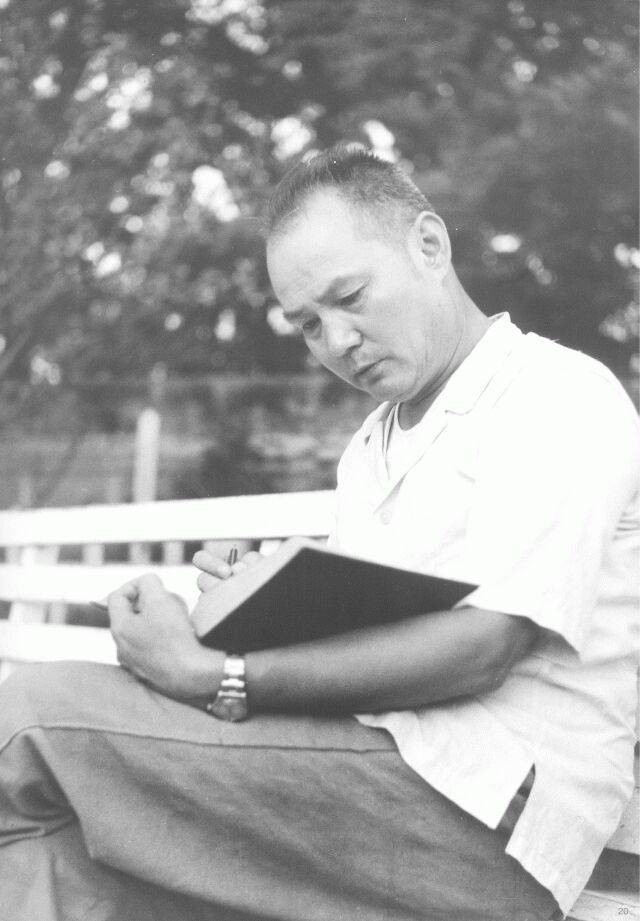
身穿休闲装写笔记的叶剑英，摄于1949年上海战役结束后

### 中华人民共和国初期

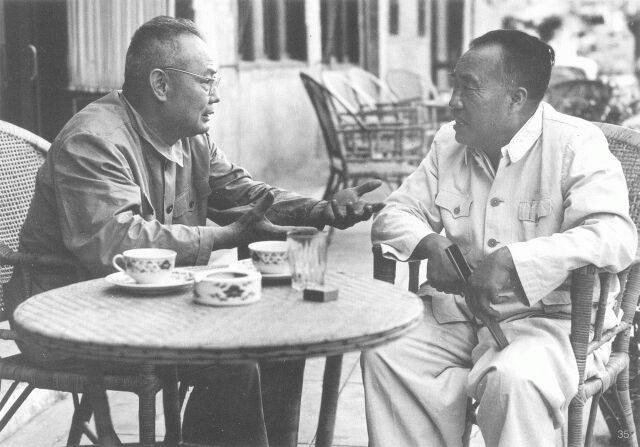
1955年，叶剑英同朱德于中南海怀仁堂后交谈

1949年10月初，叶剑英和陈赓指挥广东战役，14日攻占广州:257。随后，任广东省人民政府主席兼广州市市长。1949年底至1953年，他领导了华南地区的剿匪斗争:260、经济建设以及广州的市政建设等各项重大工作，取得了显著成效:267-270。1950年1月，任广州南方大学校长，为南方高等教育作出重要贡献。
1950年9月，兼任广东省人民政府财经委员会主任。1950年春开始，他在领导广东省的土地改革中，注意保护华侨和民族工商业者的利益。他还曾兼任华南垦殖局局长，亲自领导开拓了橡胶和热带作物的生产事业:281。1951年5月，任华南军区司令员。1952年6月，任中南军区代司令员，出席华南分局扩大会议。会议中心内容是批评华南分局领导工作中在农民问题上的“右倾”错误和“地方主义”错误，叶剑英在会上违心地作了检讨发言:287-289。1953年5月，任中共中央中南局代第一书记、中南行政委员会代主席:291。

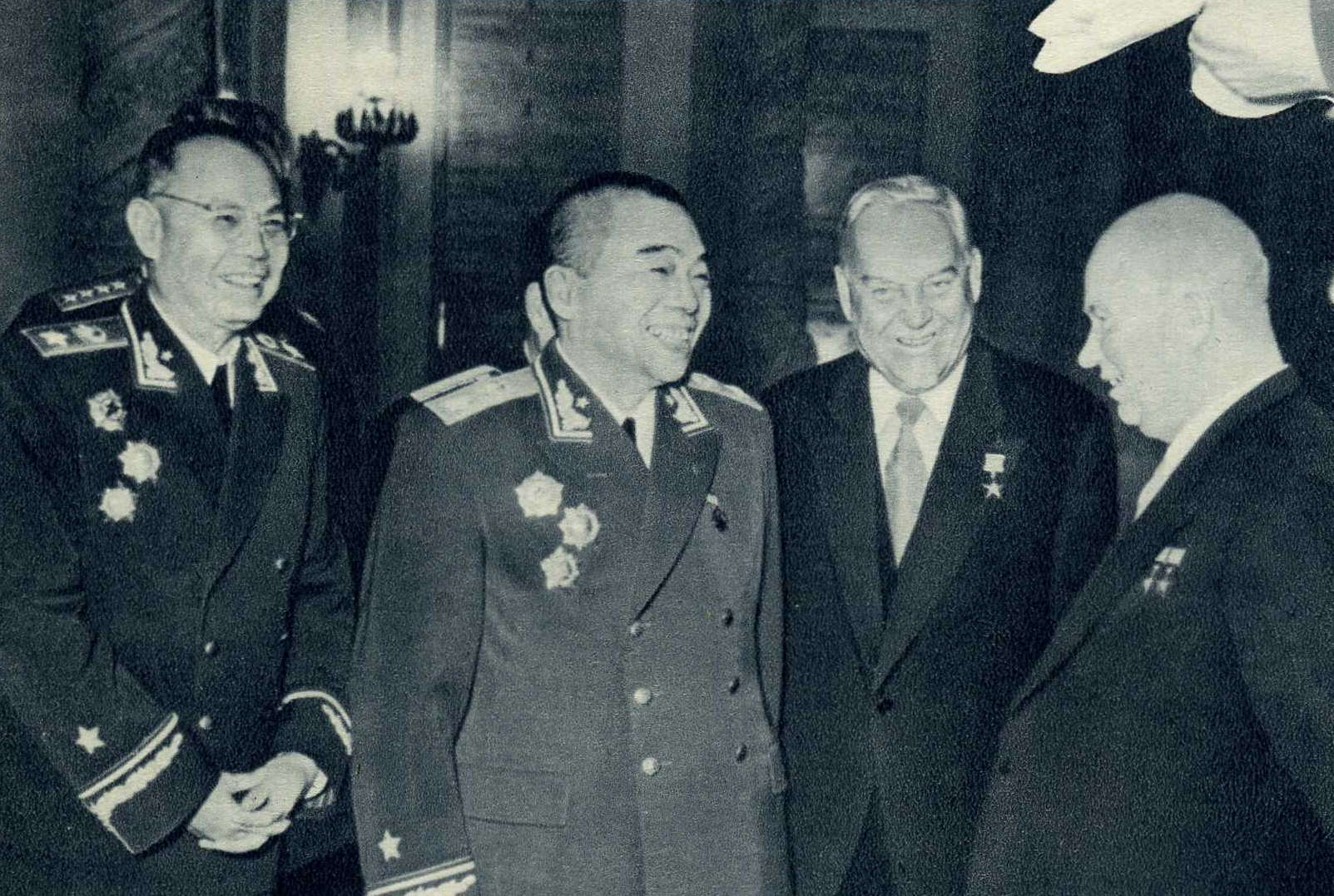
1958年，叶剑英、彭德怀、布尔加宁和赫鲁晓夫

1954年6月，叶剑英任中央人民政府人民革命军事委员会副主席；9月，当选中华人民共和国国防委员会副主席，并担任中国人民解放军武装力量监察部部长。1955年4月，任训练总监部代部长，主持全军的军事训练工作:293。他强调从实战需要出发，进行现代条件下的军事训练，把解放军建设成优良的正规化、现代化军队:294。9月27日，被授予中华人民共和国元帅军衔，获一级八一勋章、一级独立自由勋章、一级解放勋章。11月，组织并主持了辽东半岛方面军抗登陆战役中集团军海岸防御的军事演习:295。1956年6月，他主持召开全军院校会议，强调办好院校对部队现代化建设的重大意义。9月，出席中国共产党第八次全国代表大会，再次被选为中央委员。1956年12月，叶剑英率中国军事代表团访问缅甸。之后，他还率军事代表团访问了苏联、印度、波兰等国家:302-303。

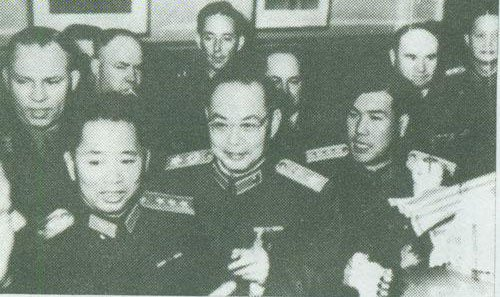
1957年，叶剑英和刘亚楼在苏联

1958年3月，叶剑英任中国人民解放军军事科学院第一任院长兼政委:306。主持制定了军事科学研究的方针、原则和方法，建设了一支科研干部队伍，培养了一批科研人才:307-309。同年，兼任高等军事学院院长。1959年9月，叶剑英任中共中央军委常委:320。 1960年，任军委军事训练和军事学术研究委员会主任，参与领导研究国家防御作战问题:320；主张军事训练和军事科学研究相结合，以总结解放军军的经验为主，探讨在现代条件下的战争指导规律；主持制定解放军一系列条令条例:325。1963年12月，叶剑英建议在全军推广郭兴福教学法，得到毛泽东和军委的赞许:326。1965年1月，当选为第四届全国政协副主席。1966年1月，任中共中央军委副主席。5月15日任中共中央书记处书记、中央军委秘书长，主持军委日常工作:455。8月，在中共八届十一中全会上当选为中共中央政治局委员。

### 文化大革命时期

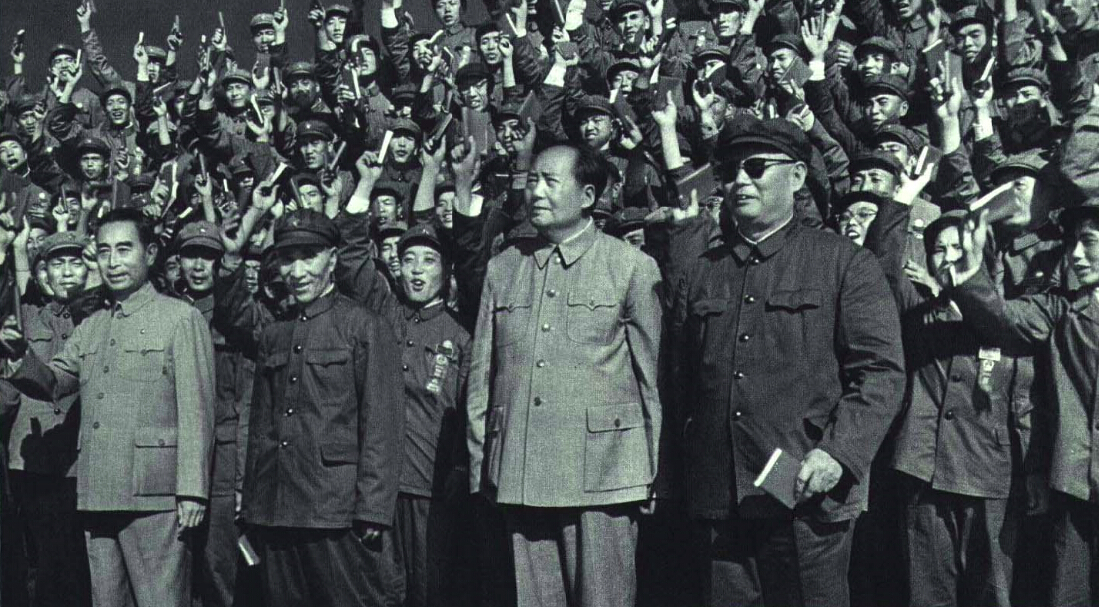
1966年国庆典礼时的叶剑英与毛泽东

#### 京西宾馆事件
1966年，文化大革命爆发.:334。1966年10月，叶剑英在中央工作会议上多次发言，坚决反对搞乱军队:336。11月13日，他在北京工人体育场召开的军队院校和文体单位十万人大会上讲话，对当时的错误做法提出批评:337。11月29日，他在北京工人体育场召开的军队院校师生大会上再次讲话，严厉谴责打、砸、抢行为:338。1967年1月中旬，毛泽东指使陈伯达教唆红卫兵开始批斗总政治部主任萧华，之后周恩来出面辟谣:321:822。1月19日，在京西宾馆召开军委碰头会，围绕军队内部是否展开文革运动，叶剑英、徐向前、聂荣臻三位元帅与江青、陈伯达、康生、姚文元争执起来:823。此时叶群突然拿出发言稿批判萧华，当晚红卫兵抄了萧华的家:824。次日上午，京西宾馆继续开会，萧华讲述被抄家经过，作为全军文革小组组长的徐向前出于责任，和陈伯达一起批评萧华。徐向前与叶剑英气愤之下敲桌子，而葉劍英亦因此拍伤手骨:344。该事情被四人帮诬陷为“京西宾馆事件”，为“二月逆流案”之始:322。
京西宾馆会议刚结束，红卫兵开始批斗杨勇，中央军委工作开始陷入混乱:827。情急之下，徐向前于1月24日晚，独闯林彪住处毛家湾，并开门见山要求军队必须保持稳定，并要求制定规则:323。随后林彪表示同意，并请叶剑英、聂荣臻赶到毛家湾，共同商议出七条意见:828。之后叶、聂、徐三位元帅赶赴钓鱼台国宾馆，与中央文革小组讨论，确定七条意见:828。后经各军区领导讨论，改成八条意见:829。1月28日，林彪与徐向前到中南海毛泽东处审批该八条命令:829-830。此后该命令得到贯彻，各大军区秩序得以恢复:831。

#### 二月逆流案
同年2月8日，国务院总理周恩来在怀仁堂召开中央政治局碰头会:324。会上，徐向前同陈伯达就刘志坚问题发生严重争执:325。2月11日，叶剑英和徐向前等与陈伯达、康生、张春桥就军队稳定问题发生争执:832。2月16日，军方与文革小组的冲突达到顶峰，谭震林、陈毅、李先念纷纷发言怒斥文革小组:832。会后中共文革小组向毛泽东汇报，经毛泽东表态，文革小组开始制造“二月逆流案”:834。2月25日至3月18日，中共中央多次开会，叶剑英同谭震林、陈毅、李富春、李先念、徐向前、聂荣臻等被冠以“二月逆流”的罪名，遭江青、康生、陈伯达、谢富治等人围攻批斗:346。1968年3月，发生杨余傅事件，叶剑英、聂荣臻等人被诬陷为“黑后台”:349。1968年10月，中共八届十二中全会召开，朱德、陈云、叶剑英、徐向前、陈毅、聂荣臻等人被分为不同小组，进行批判:841-842。1969年1月3日，毛泽东表示为二月逆流案平反:329。然而在同年4月中国共产党第九次全国代表大会上，朱德、陈毅、叶剑英等元帅继续被分组批判:843-844。
1969年1月，叶剑英被下放到新华印刷厂蹲点:352。6至10月，叶剑英与陈毅、徐向前、聂荣臻受毛泽东、周恩来委托，全面深入地分析国际形势，为中国外交工作提出意见和建议:353。同年10月，林彪发布《林副主席指示第一号令》，全军进入紧急战备状态，各军队将领被迫疏散离京:848-849。其中朱德去广州、叶剑英到长沙、刘伯承去武汉、陈毅在石家庄、聂荣臻去邯郸，徐向前在开封，彭德怀在押，此时十大元帅中除罗荣桓和贺龙去世外，只有林彪在北京:849。1970年8月，叶剑英参加中共九届二中全会:355。会后，他按照毛泽东、周恩来的指示，带领调查组到福建、广东、广西、湖南、湖北等地，调查陈伯达历史:356。

#### 复出工作
1971年7月，叶剑英受毛泽东、周恩来委托，主持接待秘密来华访问的美国总统国家安全事务助理基辛格:366。之后林彪九一三事件爆发，叶剑英重新以军委副主席身份主持军委日常工作:357。同时，中共中央撤消军委办事组，成立军委办公会议，由叶剑英主持，并由谢富治、张春桥、李先念、李德生、纪登奎、汪东兴、陈士榘、张才千、刘贤权组成，办公会议制度维持至1975年2月。1972年，参加接待先后来华访问的美国总统尼克松和日本首相田中角荣。1973年，又协助周恩来接待第二次来访的基辛格:366。1973年8月，在中共十届一中全会上，他当选为中共中央政治局常委、中共中央副主席，成为党内排名第五的领导人，仅次于毛泽东、周恩来、王洪文和康生。1974年1月，叶剑英受毛泽东、周恩来委托，同邓小平一起指挥西沙之战，占领西沙群岛:363-364。

#### 国防部长
1975年1月13日-17日，出席第四届全国人民代表大会第一次会议，他被任命为国防部长:370。2月5日，中共中央发出通知，决定取消中共中央军委办公会议，成立中共中央军委常委会，由叶剑英主持。6、7月间，叶剑英和邓小平一起，主持召开了中央军委扩大会议。他在会上就国际形势、压缩军队定额、调整编制体制、安排超编干部等问题作了讲话:371-372。在他主持下，对全军二十几个大单位的领导班子进行了调整配备:373。1976年1月8日，周恩来逝世，任周恩来治丧委员会委员。2月，在反击右倾翻案风运动中，邓小平被迫停止中央的领导工作，由华国锋任国务院代总理，主持中央日常工作。叶剑英被毛泽东下令“养病休息”，由陈锡联负责主持中央军委日常工作:376。7月6日，朱德逝世，任朱德治丧委员会委员。8月，与王震交谈时，做了一个手势：“伸出左手握紧拳头，竖起大拇指，向上晃了两晃，然后把大拇指倒过来，往下按一按。”叶剑英以此表达毛泽东尚没逝世，不方便对四人帮采取行动。王震会意。

### 改革开放时期

#### 抓捕四人帮
1976年9月9日毛泽东逝世，与华国锋、王洪文、张春桥等三百七十五人组成任毛泽东治丧委员会。9月11日，到人民大会堂为毛泽东守灵。在治丧初期，时任中共中央第一副主席和国务院总理的华国锋计划解决“四人帮”问题:672。9月11日，华国锋向国务院副总理李先念交底，通过李先念居中联系，与叶剑英取得一致意见。9月21日，杨成武来北京西山住地，转告聂荣臻的意见：“采用党内斗争的正常途径来解决他们的问题，是无济于事的”，“采取果断措施，才能防止意外”，“要注意争取得到华国锋的支持”。此后陆续得到中共中央办公厅主任汪东兴、中央军委常委陈锡联、中共北京市委和北京卫戍区负责人吴德等人的支持，在力量对比上完全压倒了“四人帮”。
9月24日，李先念来北京西山住地转达华国锋的意见，华国锋考虑过开会解决和武力解决两种方式，与叶剑英密谈后初步确定以“隔离审查”的方式强硬解决:383。9月29日，出席中共中央政治局会议。在毛泽东生前的联络员是否留在北京整理毛泽东的文件档案和起草十届三中全会的报告时，和华国锋等人予以抵制。通过党内斗争的正常程序已无法顺利拿下“四人帮”，遂决定“先斩后奏”，待果断处置“四人帮”之后再召开政治局会议追认。:69510月3日，叶剑英、华国锋分别听了汪东兴的汇报后，就解决“四人帮”问题的具体行动计划达成一致:697-698。10月4日，陈云来北京后海边的住所交谈，陈云表示这场斗争“不可避免”、“下不为例”。10月5日，在住地与杨成武约谈，请他转告聂荣臻“都商量好了，请他放心”并让杨成武注意掌握总参谋部以及全军部队。
10月6日，汪东兴率8341部队按计划展开抓捕，华国锋以讨论《毛泽东选集第五卷》出版问题的名义，召集王洪文、张春桥、姚文元在怀仁堂开会，晚8时左右，三人先后抵达，即由华、叶、汪宣布对其“隔离审查”；几乎同时，江青、毛远新分别在住处被宣布“隔离审查”和“就地监护”，谢静宜、迟群等“四人帮”党羽在北京市委被控制:387。10月6日晚10时许，华国锋在北京西郊玉泉山9号楼（叶剑英住处）主持召开中央政治局紧急会议。在会上宣布粉碎“四人帮”是毛泽东的遗愿、“四人帮”被抓是文化大革命的胜利:146。在华国锋提议由叶剑英担任党中央主席，主持中央的工作时，叶剑英坚决推辞，并提议由华国锋担任党中央主席、中央军委主席。会议经过讨论，一致通过华国锋为中国共产党中央委员会主席:388。
10月8日，和华国锋等一起指挥和部署，彻底扫除“四人帮”在上海大本营的势力。10月12日，出席中共中央政治局会议，提议苏振华、倪志福、彭冲带领中央工作组到上海稳定局势。10月18日，中共中央向党内发出通知，通报王洪文、张春桥、江青、姚文元反党集团事件。10月24日，在天安门城楼与华国锋等出席首都百万军民举行的隆重集会，庆祝粉碎“四人帮”的伟大胜利，毛泽东逝世之后的沉闷局面一扫而空。
12月7日，接到邓小平患前列腺炎的病情报告，在报告上批示：“精心治疗，严格保密，注意安全。”解放军总医院按照批示，将南楼病房五层腾空，秘密安排邓小平入院治疗。1977年2月3日，安排病愈出院的邓小平及全家进住中央军委服务保障部门管理的北京西山25号楼。3月7日，中共中央发出九号文件，通知全党：中共中央军委的日常工作仍由叶剑英负责主持。之后，和聂荣臻多次向华国锋提议，请邓小平重新出来工作，还让自己的儿子去找陈云、王震等人，一起呼吁邓小平复出工作。5月14日，在住所过八十寿辰，徐向前、聂荣臻、王震、粟裕、余秋里、杨成武、邓小平前来祝寿，叶剑英当着众人的面对邓小平说：“你也是老帅嘛，你是我们老帅中的领班。”后做《八十书怀》一首：
八十毋劳论废兴，长征接力有来人。导师创业垂千古，侪辈跟随愧望尘。亿万愚公齐破立，五洲权霸共沉沦。老夫喜作黄昏颂，满目青山夕照明。
7月，中共十届三中全会上，华国锋和邓小平分别被选为党中央的正副主席，叶剑英继续担任排名第一的副主席。8月批示“上报军委批办的文件，可先送小平同志”，随即传达军委。

#### 国家元首
文化大革命结束后，作为党内唯一副主席的叶剑英成为仅次于中共中央主席华国锋的第二号人物。叶剑英对邓小平在文化大革命后重新出山起主要作用:392。在叶剑英的支持下邓小平回到中共最高决策层，担任中共中央副主席、总参谋部长、国务院副总理开始拨乱反正，与主张“两个凡是”的凡是派展开论战，求是派渐渐在舆论和中共高层权力中获胜，而毛泽东式的领袖崇拜逐渐失去了光环。党内的众元老们指责华国锋是“极左路线错误”，华国锋一派的领导地位逐渐被取代。华国锋的权力也在1978年中央工作会议、中共十一届三中全会后不断削弱。
1978年3月，叶剑英当选第五届全国人大常委会委员长（废除国家主席时期作为国家元首）:401。12月24日，在人民大会堂主持中共中央为彭德怀、陶铸举行的追悼大会。邓小平、陈云分别致悼词。1979年1月1日，叶剑英主持全国人大常委会通过发表了《告台湾同胞书》，指出“实现中国的统一，是人心所向，大势所趋”，并提出在海峡两岸“发展贸易，互通有无，进行经济交流”和“双方尽快实现通航通邮”的方针。1979年10月1日，為了慶祝中華人民共和國成立三十周年，中共中央決定由葉劍英出面講話:103。叶剑英在讲话中，论述中华人民共和国成立三十年来的成就和失误，总结文化大革命的教训，批判两个凡是，明确提出在建设高度物质文明的同时，要建设高度的社会主义精神文明，号召全国人民团结一致，向着四个现代化的目标前进。
1980年2月，在中共十一届五中全会上，中共中央决定恢复中共中央书记处，中共中央秘书长胡耀邦任总书记，开始改变权力高度集中于党主席华国锋的格局。基于党政分开的原则，在9月的五届全国人大第三次会议上，华辞去了兼任的国务院总理一职，由赵紫阳接任。。8月中央政治局扩大会议以后，很多人提出华不宜担任中共中央主席和中共中央军委主席:386-387。11月10日至12月5日，中共中央政治局连续召开9次会议，讨论华国锋过去四年多的执政问题:455。陈云、李先念、胡耀邦等人在会上向华提出严肃批评，华作了许多解释和自我辩护，不肯承认错误，会议一再延长。叶剑英在会上检讨自己有“周公辅成王”的“封建”思想:391，自我批评在宣传华时说了过誉的话，还说：“如果国锋同志不愿意承担责任，那就由我承担好了。”叶剑英此言既出，华不再辩解，表示接受批评并提出辞职:458。11月29日的会上叶剑英还对邓小平作了高度评价：
……我原来提议，还是请小平同志当一届党中央主席，然后再交给耀邦同志。后来小平同志谈，他说，还是现在就由耀邦同志当党中央主席为好。从长远看，这样做较为有利。我看小平同志的考虑是大公无私的，是有远见的。……在我看来，小平同志具有安邦治国的卓越才能，他当全党的“军师”和全军的统帅，是当之无愧的。
1981年6月27日，在召开的十一届六中全会上，会议通过了《关于建国以来党的若干历史问题的决议》。华国锋的辞呈得到批准，仅象征性担任位列最后的政治局常委和中央委员会副主席。
1980年9月，叶剑英担任宪法修改委员会主任委员，领导制定了《刑法》、《刑事诉讼法》等二十二个法律:402。1981年9月30日，叶剑英就台湾问题提出九条方针政策，建议举行国共两党对等谈判，实现第三次国共合作，即“叶九条”。1982年12月，第五届全国人大第五次会议通过了叶剑英主持制定的“八二宪法”:403。

#### 晚年
1982年9月，叶剑英出席中国共产党第十二次全国代表大会，并在中共十二届一中全会上再次当选中共中央政治局常委、中央军委副主席，党内排名第二，仅次于中共中央总书记胡耀邦（實際上地位高過胡耀邦，僅次於鄧小平，與陳雲同級），在军委主席邓小平之前:420。1983年4月20日，在广州松园宾馆听取关于全国人大和全国政协人事安排问题的汇报，之后致信胡耀邦、邓小平并中央政治局常委，对个别人事安排提出了具体意见。6月20日，第六届全国人大第一次会议决定，成立中华人民共和国中央军事委员会，出任副主席。1984年1月4日，在北京住所同从广东来京探望的广州市长叶选平交谈，询问广东省的经济建设、社会治安等方面的情况。

#### 退休
1985年9月23日，88岁的叶剑英在中共十二届四中全会和1985年中国共产党全国代表会议后卸任中共中央政治局常委和中央军委副主席等职务退休，和六十三位老同志一同退出中央委员会:420。

#### 去世
1986年10月22日凌晨1点16分，叶剑英病逝于北京，终年89歲:423。10月29日，叶剑英追悼会在人民大会堂中央大厅举行，邓小平主持，胡耀邦致悼词。中共中央、全國人大常委會、國務院、中央軍委發布訃告，評價葉劍英是「久經考驗的共產主義忠誠戰士，堅定的馬克思主義者，偉大的無產階級革命家、政治家、軍事家，中國人民解放軍的締造者之一，中華人民共和國的開國元勛，長期擔任黨、國家和軍隊重要領導職務的卓越領導人」。1987年10月22日，叶剑英逝世一周年，骨灰安放于广州红花岗烈士陵园:426。

## 纪念

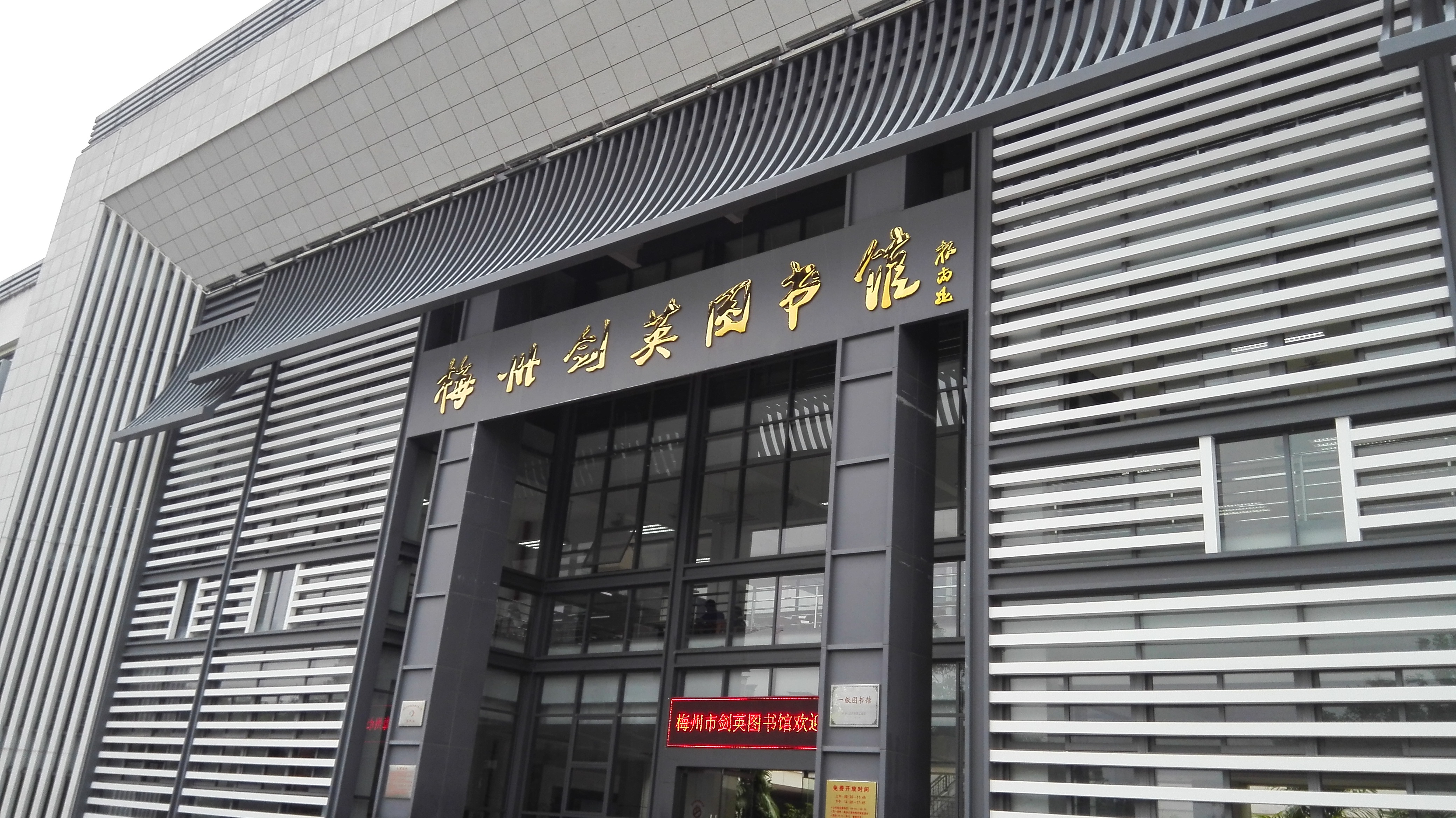
梅州剑英图书馆正门

### 故居和纪念馆
叶剑英元帅的故居位于梅州市梅县区雁洋镇雁上村，纪念馆建于1987年7月，馆名由原国家主席杨尚昆题写，纪念馆陈列展览有大量珍贵的照片、手稿、题词、文献、文物。2005年5月5日在故居和纪念馆的基础上，整合扩建成为叶剑英纪念园，叶剑英纪念园是全国100个红色旅游经典景区和广东3个红色旅游经典景区之一，占地面积482亩，总投资1.6亿元，分为人文秀区、纪念景区、生态林区和旅游休闲服务区四个区。纪念园门前有一座叶剑英元帅的全身铜像。

### 以他命名的事物
- 剑英图书馆：位于梅州市梅江区书山路，前身为梅县图书馆，1991年更名为梅县剑英图书馆[73]。
- 剑英体育馆：位于梅州市梅江区，占地面积20000平方米，建筑面积9800平方米[74]。
- 剑英公园：位于梅州市梅江区三角镇新塘一带，园内有一面积达266664平方米的游湖[75]。
- 剑英纪念大桥：位于梅州市梅江区，于1997年开通[76]。
- 剑英大道：位于梅州市梅县区，为市政道路工程，共长2160米、路幅宽60米[77]。

## 評價

### 正面
孙中山生前曾评价叶剑英“年轻有为”。
1962年9月24日，毛泽东在中共八届十中全会上说：“叶剑英同志搞了一篇文章，很尖锐，大关节是不糊涂的。我送你两句话‘诸葛一生唯谨慎，吕端大事不糊涂’。诸葛，大家都知道，是诸葛亮。吕端是宋朝的一个宰相，说这个人大事不糊涂。”1967年夏，毛泽东对杨成武说：“剑英同志在关键时刻是立了大功的。他救了党，救了红军，救了我们这些人。”1971年8月28日，毛泽东在长沙同刘兴元、丁盛、韦国清、汪东兴谈话，提及1935年红军分裂时说：“叶剑英同志在这个关键时刻是有功劳的，所以你们应当尊重他。那时我们的路线是正确的，那时军队如果不到西北，那里还有点根据地，那怎么能到华北地区、东北地区呢？怎么能在抗日战争时搞那么多根据地呢？”:111
1986年10月22日，中共中央、全国人大常委会、国务院、中央军委发布讣告，评价叶剑英是“久经考验的共产主义忠诚战士，坚定的马克思主义者，伟大的无产阶级革命家、政治家、军事家，中国人民解放军的缔造者之一，中华人民共和国的开国元勋，长期担任党、国家和军队重要领导职务的卓越领导人”:423。10月29日，在人民大会堂举行叶剑英追悼会，中顾委主任邓小平主持大会，总书记胡耀邦致悼词。悼词特别肯定了叶剑英在中共关键时刻所做的贡献:425。1989年11月，叶剑英被中共中央军委确定为中国人民解放军军事家之一。
叶剑英在去世后仍然受到官方和学术界的关注和讨论。1997年4月28日，中共中央召开“纪念叶剑英同志诞辰一百周年座谈会”。中共中央总书记江泽民在会上发言，称赞他“党性坚强，信念坚定。他对社会主义、共产主义事业矢志不渝，对党和人民无比忠诚。他无私无畏，有胆有识。在各种严峻的考验面前，他总是把党和人民的利益放在首位，坚决同一切危害党和人民利益的行为作斗争。在重大和紧要的历史关头，他总是挺身而出，力挽狂澜，表现出伟大的革命气魄和高超的斗争艺术。”

### 负面
一般认为，叶剑英应对原广东军区副司令员陈光之死负主要责任。葉劍英1950年任廣東軍區司令員兼政委時，与陈光发生冲突；随后陈光被開除黨籍，遭到軟禁。陈光1954年6月自焚。

## 著作
文集
- 《叶剑英选集》1996年人民出版社
- 《叶剑英军事文选》1997年解放军出版社

诗集
- 《叶剑英诗词选》1983年人民文学出版社
- 《叶剑英诗词集》2008年中央文献出版社

回忆录
- 《伟大的战略决战》1961年解放军文艺出版社《革命斗争回忆录》首篇
- 回忆录《大革命失败与广州起义》1977年战士出版社《星火燎原选编之一》

## 家族及個人生活
叶剑英的祖先宋朝时由中原南迁到梅州。叶剑英祖父叶福智，早年以屠宰为业，育有五子，第五子为叶剑英父亲叶钻祥（1871-1921）。叶钻祥字裕芬，自幼随二哥叶钦祥习武，曾考取梅州武秀才:1。叶剑英母亲陈秀云（1872-1944），共生有4男4女，存活2男2女。即儿子叶剑英、叶宜导（1906-1989），女儿叶才英、叶顺英。
叶剑英早年在家乡有一门包办婚姻，无子女。1924年初，在广州与医务工作者冯华结婚:23。当年11月，生下长子叶选平，后又生了长女叶楚梅。1927年，在广州与曾宪植结婚:58，生下叶选宁。1937年，在延安与长征女干部危拱之结婚，二人无子女。1940年，在重庆与吴博（1917年3月-2023年11月13日）结婚:181。1948年末，在北京良乡与华北军政大学学员李剛结婚，生子叶选廉，女儿叶文珊。1955年二人离异:239。
1955年后，叶剑英没再正式结过婚。身边还先后有过三位女人，主要是照顾叶帅的生活，而没有正式名份，是否有子女亦不详。罗瑞卿之子罗宇回忆说，1956年在北戴河，由于叶与其他护士有染，叶的另一位“小夫人”全身赤裸，欲投海自尽，被警卫所阻，但闹的北戴河“沸沸扬扬”。
叶因为妻子、红颜众多，在民间也有“花帅”之称。
| 子女       | 生母   | 備註 |
| ---------- | ------ | --- |
| 长子叶选平 | 冯华   | 曾任广东省省长、全国政协副主席                                                                                               |
| 长女叶楚梅 | 冯华   | 机械工业部机床局原副局长，原国务院副总理邹家华之妻                                                                           |
| 次子叶选宁 | 曾宪植 | 曾任总政联络部部长 |
| 次女叶向真 | 吴博   | 笔名凌子，全国政协委员，国际儒学联合会普及委员会副主任、中华孔子学会副会长、北京电影制片厂原导演                             |
| 三子叶选廉 | 李刚   | 保利集团下属凯利公司董事长兼总裁、深圳国叶实业有限公司董事长                                                                 |
| 三女叶文珊 | 李刚   | 海南华侨投资有限公司副董事长及恆誠建築控股有限公司非執行董事                                                                 |
| 养女戴晴   | 楊潔   | 原名傅小庆、傅凝，生于四川重庆，是一名中国作家和持不同政见者。生父傅大庆于1944年遭日本宪兵队逮捕杀害后，戴晴一直由叶剑英收养 |

## 影視形象
- 张云立：《周恩来》（1992年）、《叱咤香洲叶剑英》（1994年）、《大进军——南线大追歼》（1997年）、《彭真》（2002年）、《广州市长叶剑英》、《邓小平》（2003年）、《中国神火》、《历史转折中的邓小平》
- 乔宏：《大决战》
- 叶进：《建國大業》（2009年）、《战地英雄》、《聂荣臻》（2012年）、《战将韩先楚》、《重庆谈判》、《人民的选择》、《决胜时刻》
- 张东强：《东方》、《五星红旗迎风飘扬》、《五星红旗迎风飘扬2》、《重庆1945》、《大格局》、《陈云》
- 周旭奇：《大决战》、《光榮與夢想》、《永远的战友》、《换了人间》、《天涯浴血》、《长征大会师》、《东方战场》、《开国元勋朱德》、《毛泽东》、《红色摇篮》、《解放》、《周恩来在重庆》、《开国将帅授衔1955》、《八月一日》